# Чжэн Хайся
Чжэн Хайся́ (кит. упр. 郑海霞, пиньинь Zhèng Hǎixiá, родилась 7 марта 1967 года) — китайская баскетболистка, известная по играм за женскую сборную Китая и команду WNBA «Лос-Анджелес Спаркс».
Она начала заниматься баскетболом в возрасте 12 лет и была выбрана командой Уханьской армейской команды через год. В 1983 году она поступила в сборнуюb дебютировала на чемпионате мира по баскетболу и заняла вместе с командой 3-е место. В следующем году она и её подруги по команде заняли первое место на Азиатском юношеском баскетбольном чемпионате и 3-е место на 23-й Олимпиаде. В 1986 году она привела китаянок к пятому месту в 10-м чемпионате мира и победам на Азиатских играх и Унирверсиаде.
В 1992 году сборная Китая дошла до финала Олимпиады в Барселоне, проиграв там лишь американкам (76-66).
С 1997 года выступала в США. Была выбрана на драфте ВНБА 1997 года в элитном раунде под 16 номером.Лауреат Приза за спортивное поведение женской НБА. В конце 1998 года она вернулась в Китай и стала тренером женской команды НОАК. В настоящее время она является тренером в Китае.
Чжэн вышла замуж за Сюй Цинхуа в Пекине 19 июня 2010 года.